# Villarlurin
Villarlurin ist eine Commune déléguée mit 314 Einwohnern (Stand 1. Januar 2022) in der Gemeinde Les Belleville im Département Savoie in der Region Auvergne-Rhône-Alpes. Sie gehörte zum Arrondissement Albertville und zum Kanton Moûtiers.
Villarlurin wurde mit Wirkung vom 1. Januar 2016 mit der früheren Gemeinde Saint-Martin-de-Belleville fusioniert und zur Commune nouvelle Les Belleville zusammengelegt.

## Geographie
Villarlurin liegt etwa 28 Kilometer südsüdöstlich von Albertville. Doron de Belleville und Doron de Bozel fließen nordwestlich des Ortes zusammen. 
| Bevölkerungsentwicklung | Bevölkerungsentwicklung |
| Jahr                    | Einwohner               |
| ----------------------- | ----------------------- |
| 1962                    | 272                     |
| 1968                    | 281                     |
| 1975                    | 298                     |
| 1982                    | 276                     |
| 1990                    | 301                     |
| 1999                    | 298                     |
| 2006                    | 320                     |
| 2013                    | 319                     |